# Salten como yo
Salten como yo il secondo singolo estratto dall'album di debutto di Brenda Asnicar, uscito il 15 luglio 2013.